# 王黎生
王黎生（1901年—1984年），男，河南内乡人，中华人民共和国军事人物，中国人民解放军少将，曾任山西省军区政治部主任、副政治委员。